# Sào Phủ Hứa Do
Sào Phủ Hứa Do là tên một tích truyện cổ Trung Quốc, lấy tên hai nhân vật trong đó là Sào Phủ (chữ Hán: 巢父) và Hứa Do (許由).

## Hình tượng trongTruyền thuyếtdân gian
Theo truyền thuyết, hai nhân vật này sống đời vua Nghiêu. Câu chuyện như sau (lời đối thoại theo "Chuyện giải buồn" của Huỳnh Tịnh Của):
Hứa Do được tiếng là người hiền, vua Nghiêu vời vào để truyền ngôi.
Hứa Do từ chối, cười mà về rồi ra suối rửa tai.
Khi đó, Sào Phủ mới dắt trâu tới suối uống nước, thấy Hứa Do rửa tai, bèn hỏi tại sao.
Hứa Do trả lời: "Ông Nghiêu đòi tôi, biểu tôi thì làm vua."
Sào Phủ bèn dắt trâu bỏ lên trên dòng nước cho uống.
Hứa Do hỏi tại sao, Sào Phủ đáp: "Anh rửa tai anh xuống đó tôi sợ trâu tôi uống nhằm."
Sào Phủ lại nói:
"Anh đi đâu cho người ta biết vua mà muốn nhường ngôi vua cho anh, ấy là tại bụng anh vẫn còn danh lợi."
Huỳnh Tịnh Của phê rằng, "Nghe mà rửa, chi bằng giữ vẹn đừng nghe."

## Hình tượng trongVăn họccổ điển
Tích Sào Phủ Hứa Do trở thành một điển cố về lòng trong sạch và tính ẩn dật.
Trong tác phẩm Lục Vân Tiên của Nguyễn Đình Chiểu, đoạn Vân Tiên, Vương Tử Trực, Bùi Kiệm, Trịnh Hâm vô quán nước gặp một chủ quán có vẻ có tài, Vân Tiên khuyên ông ra làm quan. Ông trả lời:
Quán rằng: Nghiêu Thuấn thủa xưa
Khó ngăn Sào Phủ, khôn ngừa Hứa Do
Ý nói, ngay cả đời thịnh vượng thanh bình như thời vua Nghiêu vua Thuấn mà còn có người ẩn dật không ra làm quan. Ý nói rộng hơn: huống chi thời này!